# Neckarkreis (Baden)
Der Neckarkreis war eine von 1810 bis 1832 bestehende Verwaltungseinheit im Norden des Großherzogtums Baden mit Sitz in Mannheim.

## Geschichte

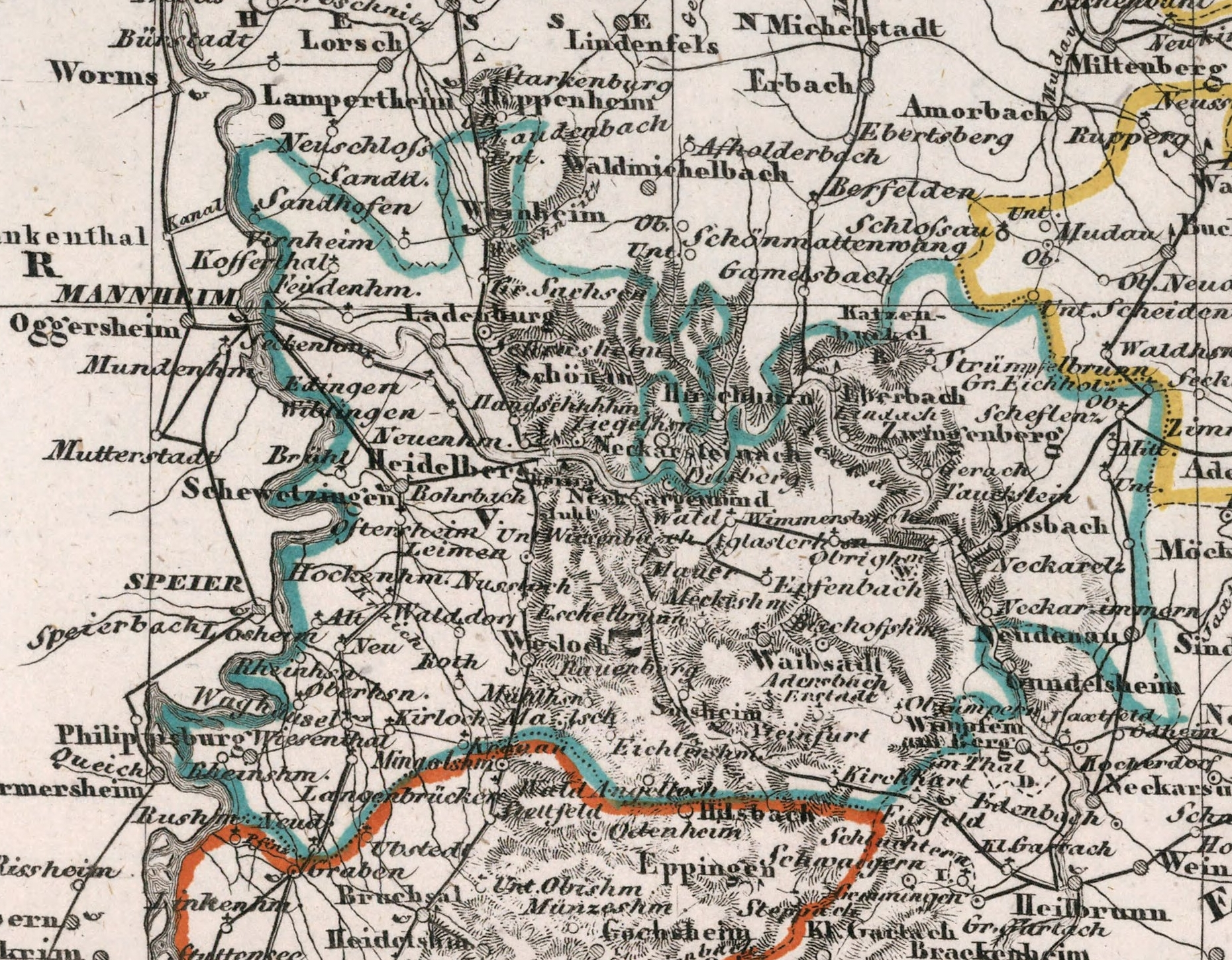
Karte des Neckarkreises

Nachdem die zum Kurfürstentum erhobene Markgrafschaft Baden aufgrund der Bestimmungen des Reichsdeputationshauptschlusses 1803 erhebliche Gebietsgewinne verzeichnen konnte, veröffentlichte deren Regierung mehrere Organisationsedikte. Gleich im ersten davon wurde die neue Gliederung Badens in drei Provinzen festgelegt. In diesen Rahmen wurden auch nachfolgende territoriale Erweiterungen, insbesondere durch den Pressburger Frieden 1805 und die Rheinbundakte von 1806 integriert. Zusätzlich entstanden in Teilen Badens Landvogteien und Oberämter als weitere Ebene zwischen den Provinzen und den Ämtern.
Mit dem Novemberedikt wurde in Baden Ende 1809 eine grundlegende Veränderung der Verwaltungsstrukturen verkündet. Anfang 1810 traten an die Stelle der drei Provinzen zehn Kreise, die landesweit als Mittelbehörde oberhalb der Ämter fungierten. Aus der Zuständigkeit der Ämter herausgelöst und den Kreisen unmittelbar unterstellt wurden die grundherrschaftlichen Orte. In zwei Schritten (für die allgemeine Verwaltung) Ende 1810 und (für die Rechtsprechung) 1813 wurden diese wieder den einzelnen Ämtern zugewiesen.
Sowohl von ihrer Funktion als auch von der Benennung her orientierte sich der dafür zuständige Staatsminister Reitzenstein am Vorbild französischer Départements. Der Name des Neckarkreises bezog sich auf den Fluss Neckar, der in Mannheim in den Rhein mündet. 1832 wurde der Neckarkreis mit dem Main- und Tauberkreis zum Unterrheinkreis zusammengeschlossen.

## Ämter des Neckarkreises
Bei seiner Gründung wurden dem Neckarkreis die zehn Ämter Philippsburg, Schwetzingen, Oberheidelberg, Unterheidelberg, Ladenburg, Weinheim und Neckargemünd, die Stadtämter Heidelberg und Mannheim, das neu gegründete Stabsamt Rauenberg sowie die grundherrschaftlichen Orte Baiertal, Gauangelloch, Ilvesheim, Leutershausen, Lützelsachsen, Mauer, Mönchzell, Schatthausen und Ursenbach zugewiesen. Im Frühjahr 1810 wurde aus dem Stabsamt Rauenberg das Amt Wiesloch.
Ende 1810 wurde der Odenwälderkreis aufgelöst. Die Ämter Eberbach, Zwingenberg, Neckarschwarzach, Mosbach, und Sinsheim kamen zum Neckarkreis, außerdem die juristische Aufsicht über weitere grundherrschaftliche Orte. Für die Verwaltung einiger von ihnen entstanden neu die Ämter Neckarbischofsheim und Eichtersheim. Das Amt Neckarschwarzach wurde aufgelöst, das Amt Philippsburg wechselte zum Pfinz- und Enzkreis. Im Frühjahr 1811 wurde das Amt Neckarschwarzach wieder in seinem bisherigen Umfang hergestellt, auch die Abtretung des Amtes Philippsburg wurde rückgängig gemacht.
Anlässlich der Abschaffung der Patrimonialgerichtsbarkeit 1813 wurde das Amt Eichtersheim aufgehoben. Ebenfalls aufgelöst wurden die Ämter Zwingenberg und Neckarschwarzach, die beiden Heidelberger Ämter wurden zum Landamt Heidelberg zusammengefasst. Neu entstanden das Stadt und Erste Landamt Mosbach und das Zweite Landamt Mosbach, letzteres umfasste auch Orte der aufgelösten und bis dahin zum Main- und Tauberkreis zählenden Ämter Neudenau und Billigheim.
1822 wurden die beiden Mosbacher Ämter im Bezirksamt Mosbach vereinigt. Somit umfasste der Neckarkreis zum Zeitpunkt seiner Auflösung 13 Ämter.

## Direktoren des Neckarkreises
Erster Direktor wurde Regierungsrat Friedrich von Manger. Auf ihn folgten 1813 der bisherige Direktor des Main- und Tauberkreises, Johann Philipp von Hinckeldey, 1814 Joseph von Stengel, 1819 Johann Bernhard Siegel und 1822 August Heinrich Fröhlich.